# Keen Games
Keen Games is een entertainmentsoftwarebedrijf te Frankfort aan de Main, Duitsland dat computerspellen ontwikkelt en uitgeeft. Het is in 2005 opgericht door een team dat eerst als Neon Studios spellen ontwikkelde voor spelcomputers en de personal computer.

## Spellen
Hieronder staat een lijst van spellen waar het bedrijf aan heeft gewerkt:
- Neon Studios
  - Legend of Kay (PlayStation 2)
  - Santa Claus Jr. Advance (Game Boy Advance)
  - Santa Claus Jr. (Game Boy Color)
  - Die Maus – Verrückte Olympiade (Game Boy Color)
  - Dave Mirra Freestyle BMX (Game Boy Color)
  - Maya the Bee - Garden Adventures (Game Boy Color)
  - Pumuckls Abenteuer im Geisterschloss (Game Boy Color)
  - Janosch (Game Boy Color)
  - Armorines: Project S.W.A.R.M. (Game Boy Color)
  - Tabaluga (Game Boy Color)
  - Pumuckls Abenteuer bei den Piraten (Game Boy Color)
  - Tunnel B1 (PlayStation, Saturn, Super Nintendo Entertainment System, Personal computer)
  - Mr. Nutz Hoppin' Mad (Amiga)
- Keen Games
  - Anno 1701: Dawn of Discovery (Nintendo DS)
  - Anno 1404: Create a new world (Nintendo DS en Nintendo Wii)
  - Secret Files Tunguska (Nintendo Wii)